# Лвовска област
Лвивска област (на украински: Львівська область) е една от 24-те области на Украйна. Площ 21 831 km² (17-о място по големина в Украйна, 3,62% от нейната площ). Население на 1 януари 2021 г. 2 497 750  души (4-то място по население в Украйна, 5,58% от нейното население). Административен център град Лвив. Разстояние от Киев до Лвов 575 km.

## Историческа справка
Най-старият град в областта е Лвов, признат официално за такъв през 1340 г., а първоначалното му основаване е към 1241 г. (по други сведения към 1260 или 1268 г.). Освен него през 1238 г. за първи път се споменават в летописите селищата Дрогобич и Самбир, а през 1396 г. – Стрий. Повечето от останалите градове на територията на областта възникват през Средновековието, но са признати официално за такива през различни периоди. Най-новите градове са: Глиняни (1993 г.), Моршин (1996 г.) и Нови Калинив (2005 г.). През септември 1939 г. източната част на Полша е анексирана от СССР и територията на областта влиза в спределите на Украинската ССР, а на 4 декември 1939 г. е образувана Лвивска област в състава на републиката. На 21 май 1959 г. към Лвивска област е присъединена територията на заличената Дрогобичка област и Лвивска област се оформя в съвременните си граници.

## Географска характеристика
Лвивска област се намира в западна част на Украйна. На запад и северозапад граничи с Полша, на север – с Волинска област, на североизток – с Ровненска област, на изток – с Тернополска област, на югоизток – с Ивано-Франкивска област и на югозапад – със Закарпатска област. В тези си граници заема площ от 21 831 km² (17-о място по големина в Украйна, 3,62% от нейната площ).
Областта е разположена предимно в пределите на Волинското и Подилското възвишения, отделни части от които носят различни наименования: Розточе (височина 414 m), Малое Полесие (276 m), Ополе и Гологори (471 m). Южно от тях се простира полоса от предпланините на Карпатите, за релефа на които са характерни редуването на терасовидни равнини (Верхнеднестровска, Стрийска и др.) с хълмисти и плоски вододели с височина 300 – 400 m. На юг, със стръмен откос се извисяват Украинските Карпати (част от Източните Карпати), които са представени от система от успоредни хребети с височина 600 – 1000 m, максимална връх Пикуй 1408 m, 48°49′46″ с. ш. 23°00′03″ и. д. / 48.829444° с. ш. 23.000833° и. д., издигащ се на границата със Закарпатска област.
Територията на Лвивска област попада в три водосборни басейна. Северната и западната част на областта принадлежи към водосборния басейн на река Висла, като тук текат нейните десни притоци Западен Буг (горното течение, с притоците си Полтва, Рата, Солокия и др.) и Сан с притоки си Вишня. През североизточната част на областта преминава горното течение на река Стир (десен приток на Припят, от басейна на Днепър). През южната половина на областта протича горното течение на река Днестър с притоците си Тисменица, Стрий, Свича и др. Характерна особеност в режима на Днестър и Стрий са лятно-есенните, по-рядко зимните, понякога катастрофални прииждания, предизвикани от поройни дъждове в Карпатите или едновременното топене на снеговете. В областта са изградени около 400 микроязовири с обща площ 33 km².
В почвената покривна на областта преобладават сивите лесостепни оподзолени почви, развити върху льосовидни наслаги, които заемат около 45% от цялата обработваема земя. Над 35% от земеделския фонд заемат преувлажнените ливадни и ливадно-блатни почви, а почти 23% – ливадно-подзолистите, глинестите и песъчливите почви. Значително разпространение (8% от обработваемите земи) имат карбонатните почви, отличаващи се с високо естествено плодородие. Като цяло почвите в областта се характеризират със своята оподзоленост и преувлажненост и се нуждаят от осушителни мелиорации и наторяване. В равнинните части са характерни горската (на север) и лесостепната (на юг) растителност, а за предпланинските и планинските райони – горската и ливадната. Горите заемат около 26% от територията на областта, като в северната равнинна част преобладават боровите и борово-дъбовите гори, а в южната равнинна част – дъбово-габъровите и дъбово-буковите гори. В предпланинските части са развити дъбово-буковите и буково-еловите гори, а в планинските – буково-еловите и смърчови гори. Ливадите и блатата заемат около 30% от площта на областта. Животинският свят има смесен характер и включва източноевропейски, западноевропейски, средиземноморски бореални и планински видове. Специфични карпатски видове се явяват карпатският тритон, петнистият саламандър, карпатски глухар, карпатска белка, карпатски елен и др. В равнините обитават подолска къртица, блатна костенурка и др. В областта са аклиматизирани и реаклиматизирани петнист елен, зубър, ондатра, енотовидно куче, лос, нутрия, американска норка, черно-кафява лисица, норвежки песец.
- Тустань
- Бескиди
- Пикуй
- Парашка
- Водопад Гуркало
- Село Жашкив

## Климат
Климатът на областта е умерено континентален с мека зима с епизодични затопляния и топло, влажно лято. Средна януарска температура от -4,1 °C в равнинната част (град Лвов) до -6,1 °C в планинските части и средна юлска съответно 18,3 °C и 12,8 °C. Годишна сума на валежите варира от 650 mm в равнинните райони до 750 – 1000 mm в предпланинските и планинските части с максимум през лятото. Продължителността на вегетационния период (минимална денонощна температура 5 °C) е от 210 денонощия в равнините до 190 – 195 денонощия в планините.
| Я Ф М А М Ю Ю А С О Н Д 47 -0 -6 49 1 -5 54 7 -1 62 14 4 94 19 9 91 22 13 113 24 15 83 24 15 77 19 10 61 13 6 55 7 2 53 2 -3 средни макс. и мин. температури, °C валежи, mm източник: Lviv Oblast Climate-Data.org |         |         |         |         |          |           |          |          |         |        |         |
| Я | Ф       | М       | А       | М       | Ю        | Ю         | А        | С        | О       | Н      | Д       |
| 47 -0 -6 | 49 1 -5 | 54 7 -1 | 62 14 4 | 94 19 9 | 91 22 13 | 113 24 15 | 83 24 15 | 77 19 10 | 61 13 6 | 55 7 2 | 53 2 -3 |
| средни макс. и мин. температури, °C |         |         |         |         |          |           |          |          |         |        |         |
| валежи, mm |         |         |         |         |          |           |          |          |         |        |         |
| източник: Lviv Oblast Climate-Data.org |         |         |         |         |          |           |          |          |         |        |         |

| Я                                      | Ф       | М       | А       | М       | Ю        | Ю         | А        | С        | О       | Н      | Д       |
| 47 -0 -6                               | 49 1 -5 | 54 7 -1 | 62 14 4 | 94 19 9 | 91 22 13 | 113 24 15 | 83 24 15 | 77 19 10 | 61 13 6 | 55 7 2 | 53 2 -3 |
| средни макс. и мин. температури, °C    |         |         |         |         |          |           |          |          |         |        |         |
| валежи, mm                             |         |         |         |         |          |           |          |          |         |        |         |
| източник: Lviv Oblast Climate-Data.org |         |         |         |         |          |           |          |          |         |        |         |

## Население
На 1 януари 2021 г. населението на Лвивска област област е наброявало 2 497 750 души (5,58% от населението на Украйна). Гъстота 115,91 души/km². Градско население 60,96%. 
Етнически състав за 2001 г.: украинци - 94,8%, руснаци - 3,55%, поляци - 0,73%, беларуси - 0,21%, евреи - 0,1% и др.

## Административно-териториално деление
В административно-териториално отношение Лвивска област се дели на 7 административни района, 44 града, в т.ч. 9 града с областно подчинение и 35 града с районно подчинение, 34 селища от градски тип и 6 градски района (в град Лвов).
| Административна единица | Площ (km²) | Население (2017 г.) | Административен център | Население (2017 г.) | Разстояние до Лвив (в km) | Други градове и сгт с районно подчинение                  |
| ----------------------- | ---------- | ------------------- | ---------------------- | ------------------- | ------------------------- | --------------------------------------------------------- |
| Областен градски окръг  |            |                     |                        |                     |                           |                                                           |
| 1. Борислав             | 37         | 35 781              | гр. Борислав           | 33 537              | 105                       | Схидница                                                  |
| 2. Дрогобич             | 45         | 118 660             | гр. Дрогобич           | 98 015              | 86                        | гр. Стебник                                               |
| 3. Лвив                 | 192        | 759 459             | гр. Лвив               | 728 350             | -                         | гр. Винники, Брюховичи, Рудно                             |
| 4. Моршин               | 20         | 5776                | гр. Моршин             | 5776                | 85                        |                                                           |
| 5. Нови Роздол          | 22         | 28 582              | гр. Нови Роздил        | 28 582              | 57                        |                                                           |
| 6. Самбор               | 24         | 35 026              | гр. Самбир             | 35 026              | 76                        |                                                           |
| 7. Стрий                | 17         | 59 628              | гр. Стрий              | 59 628              | 72                        |                                                           |
| 8. Трускавец            | 70         | 28 732              | гр. Трускавец          | 28 732              | 91                        |                                                           |
| 9. Червоноград          | 21         | 96 388              | гр. Червоноград        | 82 395              | 73                        | гр. Соснивка, Гирняк                                      |
| Административен район   |            |                     |                        |                     |                           |                                                           |
| 1. Бродивски            | 1157       | 58 873              | гр. Броди              | 23 682              | 102                       | Пидкамин                                                  |
| 2. Буски                | 856        | 46 407              | гр. Буск               | 8561                | 53                        | Красне, Олеско                                            |
| 3. Городоцки            | 727        | 69 133              | гр. Городок            | 16 199              | 28                        | гр. Комарно, Велики Любен                                 |
| 4. Дрогобицки           | 1217       | 74 588              | гр. Дрогобич           |                     | 86                        | Меденичи, Подбуж                                          |
| 5. Жидачивски           | 997        | 67 465              | гр. Жидачив            | 11 683              | 68                        | гр. Ходорив, Гниздичев, Журавно, Нови Стрилища            |
| 6. Жовкивски            | 1295       | 110 405             | гр. Жовква             | 16 163              | 27                        | гр. Дубляни, гр. Рава Руска, Куликов, Магерив             |
| 7. Золочивски           | 1097       | 69 309              | гр. Золочив            | 24 152              | 66                        | гр. Глиняни, Поморяни                                     |
| 8. Камянскобуски        | 867        | 57 274              | гр. Камянка Буска      | 11 510              | 41                        | Добротвор, Запитив, Нови Яричив                           |
| 9. Мостиски             | 845        | 56 980              | гр. Мостиска           | 9044                | 66                        | гр. Судова Вишня                                          |
| 10. Миколаивски         | 675        | 63 147              | гр. Миколаив           | 14 839              | 38                        | Роздил                                                    |
| 11. Перемишлянски       | 918        | 38 685              | гр. Перемишляни        | 7499                | 46                        | гр. Бибрка                                                |
| 12. Пустомитивски       | 953        | 118 615             | гр. Пустомити          | 9762                | 20                        | Щирец                                                     |
| 13. Радехивски          | 1144       | 47 524              | гр. Радехив            | 9181                | 69                        | Лопатин                                                   |
| 14. Самбирски           | 934        | 68 087              | гр. Самбор             |                     | 76                        | гр. Нови Калинив, гр. Рудки, Дубляни                      |
| 15. Сколивски           | 1471       | 47 567              | гр. Сколе              | 6742                | 106                       | Верхне Синевидне, Славске                                 |
| 16. Сокалски            | 1573       | 92 376              | гр. Сокал              | 23 567              | 78                        | гр. Белз, гр. Велики Мости, гр. Угнив, Жвирка             |
| 17. Старосамбирски      | 1245       | 77 679              | гр. Стари Самбир       | 5603                | 95                        | гр. Добромил, гр. Хирив, Нижанковичи, Стара Сил           |
| 18. Стрийски            | 809        | 61 886              | гр. Стрий              |                     | 72                        | Дашава                                                    |
| 19. Туркивски           | 1193       | 49 714              | гр. Турка              | 7306                | 137                       | Бориня                                                    |
| 20. Яворивски           | 1548       | 125 680             | гр. Яворив             | 13 500              | 53                        | гр. Новояворивск, Ивано-Франкове, Краковец, Немирив, Шкло |